# Дьяковское (Назаровское сельское поселение)
В том числе в Рыбинском районе есть ещё одна деревня Дьяковское, но в Октябрьском сельском поселении
Дья́ковское — деревня в Назаровской сельской администрации Назаровского сельского поселения Рыбинского района Ярославской области.
Деревня расположена на небольном расстоянии к северу от автомобильной дороги Рыбинск-Шашково. На юг от деревни, с другой стороны дороги расположено село Спас. В районе деревни находятся крупные садоводческие товарищества .
На 1 января 2007 года в посёлке числилось 3 постоянных жителя. Деревня обслуживается почтовым отделением в Назарово. Количество домов на почтовом сайте не указывается .